# Клинген (род)
Клинген (на немски: Klingen; Freiherren von Klingen) е през Средновековието значим благороднически род от 12 до 15 век от Тургау, Швейцария.
За пръв път родът е споменат в документ през 926 г., когато при нахлуването на хуните в тероторията на горен Рейн, монахинята Св. Виборада († 1 май 926) е убита в килията си в манастир Санкт Гален.
Господарите фон Клинген имат за резиденция замък Алтенклинген при Виголтинген в Тургау, който около 1200 г. е престроен на дворец. Други техни резиденции са замък Хоенклинген, който става дворец ок. 1225 г. и построеният през 1239 г. дворец Клингнау. Тези дворци са запазени до днес.
През 13 век фон Клинген са на служба на Хабсбургите. Те измират през 1395 г. в битката при Земпах като войници на херцог Леополд III Хабсбург.

## Известни
- Св. Виборада († 1 май 926), монахиня в „манастир“ Санкт Гален
- Валтер (I), ок. 1150 г. фогт на манастир „Св. Георги“ в Щайн ам Райн, кантон Шафхаузен
- Валтер фогт фон Клинген († сл. 1209)
- Валтер фон Клинген († 1286), минизингер
- Фидес фон Клинген († 1358), княз-абатиса на женския манастир в Цюрих (1340 – 1358)

## Галерия
- Дворец Алтенклинген
- Замък Хоенклинген
- Дворец Клингнау